# Ceny české filmové kritiky 2015
Ceny české filmové kritiky 2015 je šestý ročník Cen české filmové kritiky. Přímý přenos z udělování cen vysílala ČT art 23. ledna 2016, večer moderovali Marie Doležalová a Vojtěch Kotek.

## Ceny a nominace

### Nejlepší film
- Ztraceni v Mnichově
- Kobry a užovky
- Domácí péče

### Nejlepší dokument
- Opři žebřík o nebe
- Mallory
- Danielův svět

### Nejlepší režie
- Ztraceni v Mnichově — Petr Zelenka
- Kobry a užovky — Jan Prušinovský
- Domácí péče — Slávek Horák

### Nejlepší scénář
- Ztraceni v Mnichově — Petr Zelenka
- Kobry a užovky — Jaroslav Žváček
- Domácí péče — Slávek Horák

### Nejlepší ženský herecký výkon
- Alena Mihulová (Domácí péče)
- Lucie Žáčková (Kobry a užovky)
- Martha Issová (Sedmero krkavců)

### Nejlepší mužský herecký výkon
- Kryštof Hádek (Kobry a užovky)
- Matěj Hádek (Kobry a užovky)
- Peter Kurth (Schmitke)

### Audiovizuální počin
- Schmitke — zvuk
- Malá z rybárny — výtvarný počin
- Malý pán — výtvarný počin

### Cena RWE pro objev roku
- Štěpán Altrichter (Schmitke: režisér, spoluscenárista)
- Andy Fehu (Nenasytná Tiffany: režisér, scenárista)
- Slávek Horák (Domácí péče: režisér, scenárista, producent)